# Lufengosaure
El lufengosaure (Lufengosaurus, "llangardaix de Lufeng") és un gènere de dinosaure prosauròpode que va viure durant el Juràssic inferior i mitjà en el que avui en dia és el sud-oest de la Xina. Feia uns 6 metres de longitud i va ser el primer esquelet complet de dinosaure muntat a la Xina; se'n va fer un segell commemotariu l'any 1958 per a celebrar l'esdeveniment.